# Casamento na Grécia Antiga

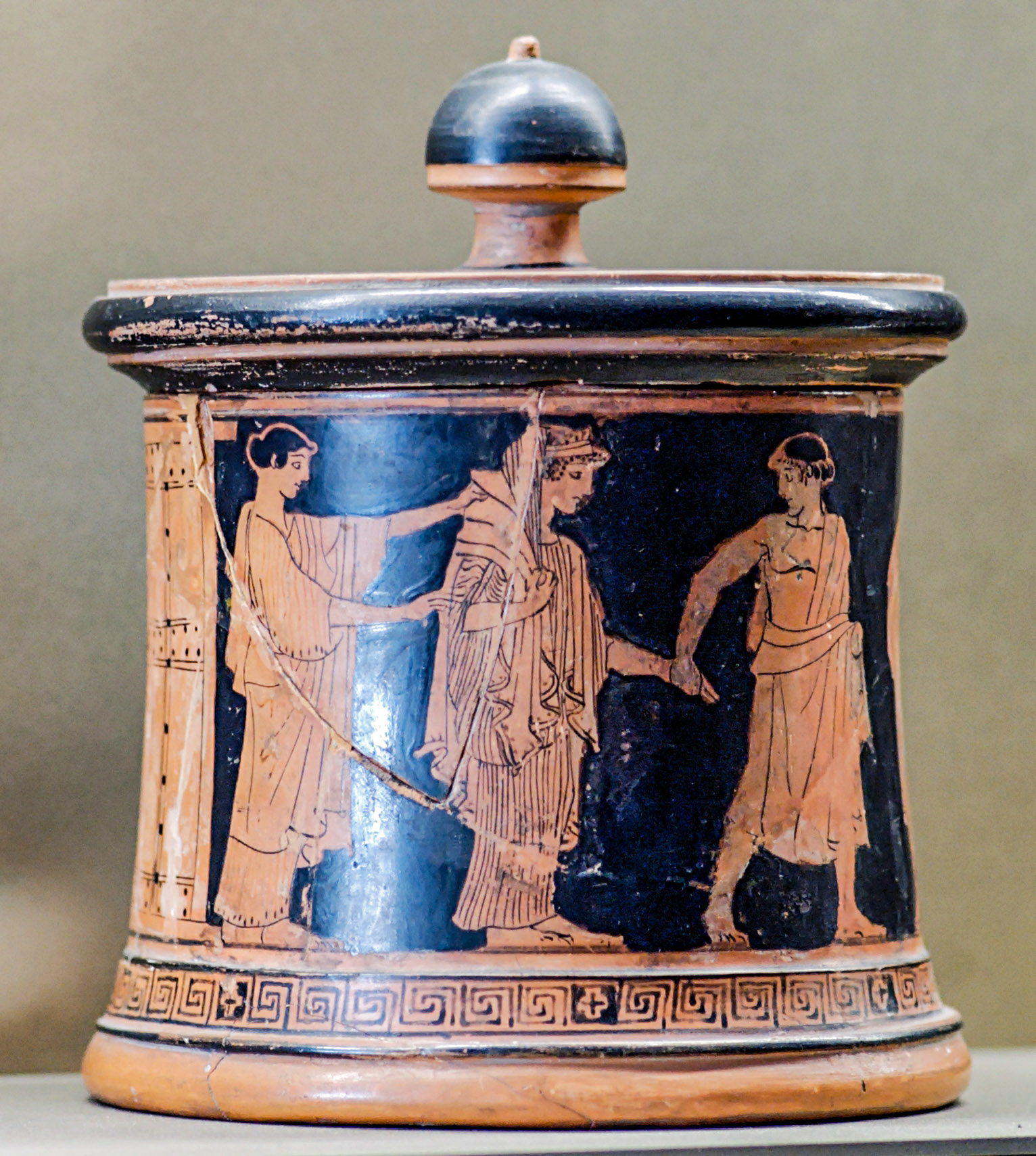
Casamento de Tetis e Peleu

O casamento na Grécia Antiga era geralmente monogâmico, constituindo um assunto do foro privado, sem intervenção da pólis. 
As informações mais abundantes referem-se principalmente a Atenas, pelo que o presente artigo reflecte essencialmente a realidade desta pólis. 
Não existia em Atenas uma idade mínima legal para casar. As jovens atenienses casavam entre os 14 e os 18 anos, enquanto que os homens por volta dos 30 anos. Era relativamente comum o casamento entre primos, entre um tio e a sua sobrinha, ou até mesmo entre meios-irmãos (desde que estes não tivessem a mesma mãe). A poligamia era interdita em Atenas, sendo considerada bárbara.
O casamento era antecedido pela cerimónia do noivado (enguesis), que era sempre uma negociação entre o pai da jovem (ou o seu tutor) e o noivo e que poderia ter lugar vários anos antes da concretização do casamento. 
Não era necessária a presença de sacerdotes na cerimónia do casamento. O período preferido para a realização de casamentos era o mês de Gamalion (Janeiro/Fevereiro).
Na véspera da cerimónia de casamento as famílias dos noivos realizavam sacrifícios (proteleia, programia) a divindades como Hera e Zeus (deuses do casamento), a Ártemis (deusa da virgindade) e a Ilítia (protectora dos partos). Era habitual que a noiva oferecesse todos os seus brinquedos à deusa Ártemis, simbolizando o fim da sua infância. Os noivos tomavam um banho ritual de purificação com água da fonte Calírroe transportada em vasos especiais (os lutróforos) por mulheres em cortejo.
No dia do casamento as casas dos noivos eram decoradas com ramos de oliveira e de loureiro. O pai ou tutor da noiva oferecia um banquete. Durante o banquete a noiva tinha a cara coberta por um véu e uma coroa na cabeça. Um menino que tinha sido escolhido por ter os dois pais vivos oferecia aos convidados pão que tirava de um cesto, ao mesmo tempo que declarava uma fórmula ritual ("Eu bani o mal e encontrei o bem"). Durante o banquete trocavam-se presentes e comiam-se bolos de sésamo, que se acreditava favorecerem a fecundidade. 
De noite decorria o ritual de condução da jovem para a sua nova casa. Os noivos subiam para um carro puxado por bois ou mulas, acompanhados por parentes e amigos que seguiam a pé carregando tochas e cantando o himoneu, o hino do casamento. Na porta da casa do noivo encontravam-se os pais deste, prontos para receber a noiva; a mãe do noivo segurava uma tocha na mão e o pai tinha uma coroa de mirto. Dava-se à noiva um bolo de sésamo e mel ou uma tâmara. Atiravam-se então sobre a cabeça desta figos secos e nozes enquanto era levada até ao fogo sagrado pela mãe do noivo.
Chegava então o momento do casal penetrar no seu quarto (thalamos) para consumar a união. Na porta do quarto jovens de ambos os sexos cantavam o epitalâmio. No dia seguinte, tinham lugar novos banquetes e sacrifícios.
Em Atenas apenas era punido o adultério feminino; o homem só era punido se se tivesse envolvido com a esposa de outro homem. O adultério feminino era punido porque era encarado como uma contestação da autoridade do marido e porque criava a hipótese de nascerem filhos ilegítimos.
O divórcio consistia no simples repúdio do marido pela mulher. 